# 包家金矿遗址
包家金矿遗址位于中国江西省上饶市上饶县茶亭镇包家村，在第三次全国文物普查中被发现，入围2010年江西省第三次全国文物普查百大新发现之一，2013年被列为第七批全国重点文物保护单位。
包家金矿遗址分布范围达25平方公里，是迄今所发现的中国最早的金矿遗址，历经唐宋元明清五个朝代，持续开采1100年以上。 目前已发现老矿井1200余个，露天采矿遗迹有300多处，地下矿坑遗址2000余处。此外还发现了6处摩崖石刻，最早一处为唐乾元二年（759年）。